# Leucochrysa (Leucochrysa) boxi
Leucochrysa (Leucochrysa) boxi is een insect uit de familie van de gaasvliegen (Chrysopidae), die tot de orde netvleugeligen (Neuroptera) behoort. 
Leucochrysa (Leucochrysa) boxi is voor het eerst wetenschappelijk beschreven door Navás in 1930.